# Maurice Schillès
Maurice Schillès, né le 25 février 1888 à Puteaux et mort le 20 décembre 1957 dans le 15e arrondissement de Paris, est un coureur cycliste français.

## Biographie
Maurice Schillès effectue son service militaire d'octobre 1909 à septembre 1911. Mobilisé pendant la Première Guerre mondiale, il est affecté aux Établissements Marcel Lejeune à Paris. Il a été champion olympique du tandem lors des Jeux de 1908 à Londres avec André Auffray. Lors de ces Jeux, il a également remporté la médaille d'argent des 5 km et participé à la finale de la vitesse, dont les résultats ont été annulés en raison du dépassement de l'horaire prévu.

## Palmarès

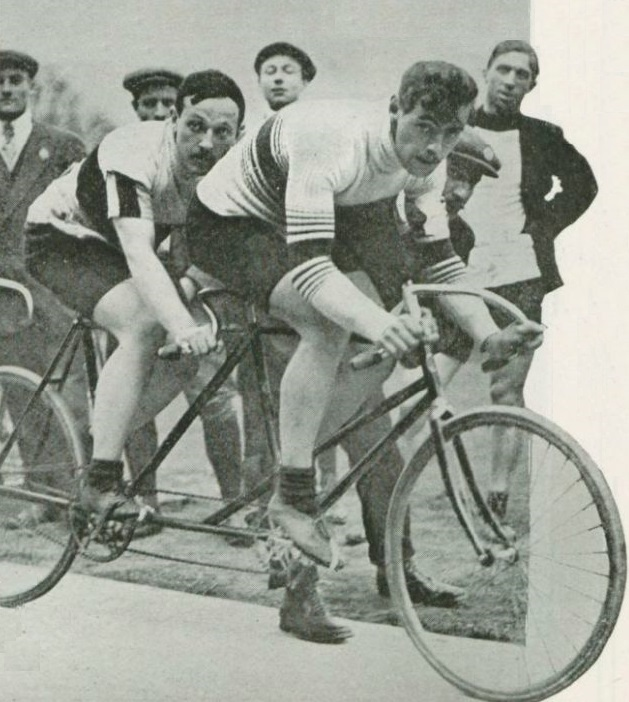
Les français Maurice Schillès et André Auffrey, champions olympiques de tandem aux JO de Londres 1908.

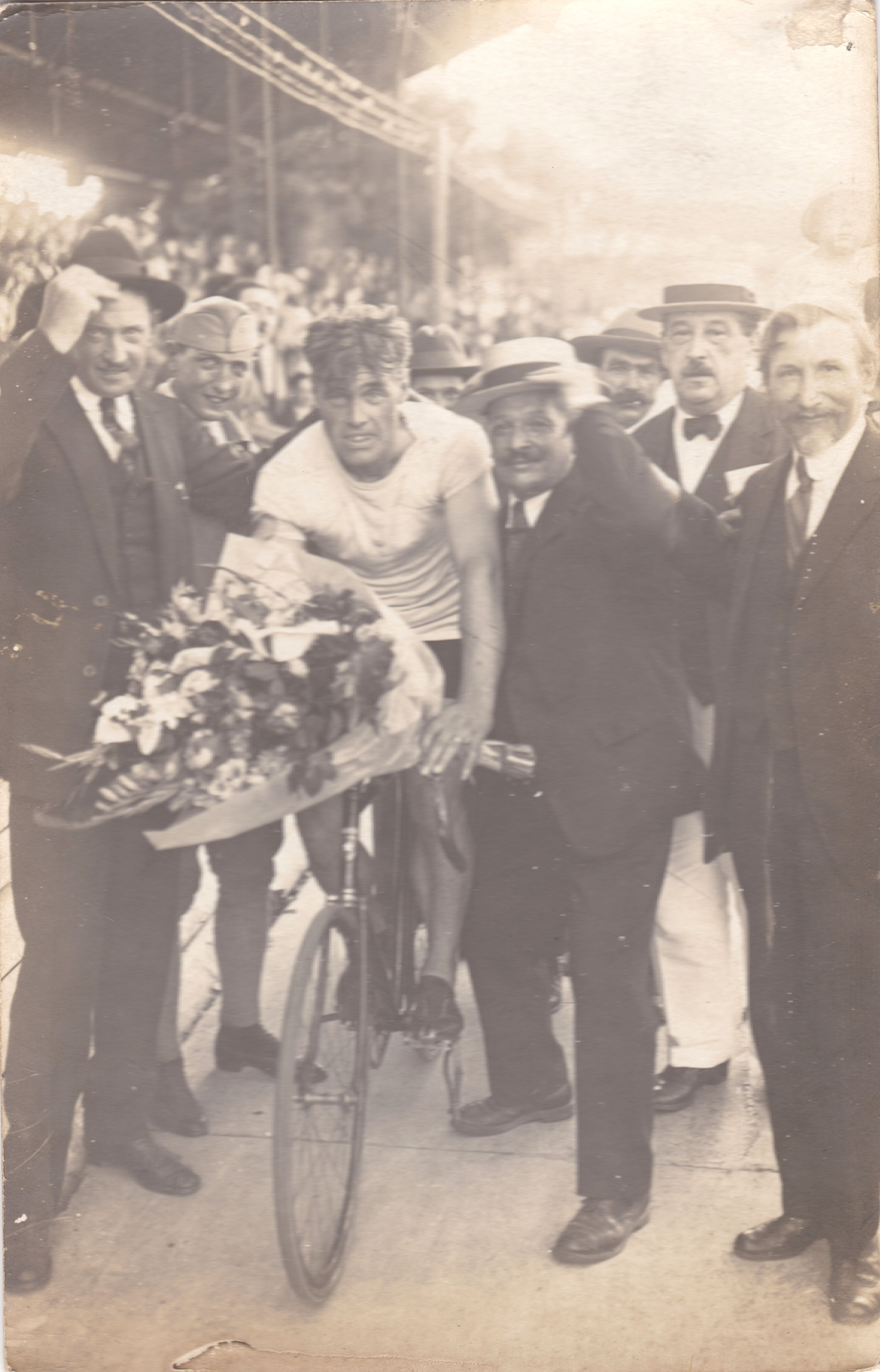
Maurice Schillès au Grand Prix de Reims 1925

### Jeux olympiques
- Londres 1908
  -  Champion olympique du tandem (avec André Auffray)
  -  Médaillé d'argent des 5 km

### Championnats du monde
- Copenhague 1909
  -  Médaillé de bronze de la vitesse amateurs
- Paris 1924
  -  Médaillé de bronze de la vitesse
- Amsterdam 1925
  -  Médaillé d'argent de la vitesse

### Championnats nationaux
- Médaille de Bronze du Championnat de France de vitesse amateurs en 1907
- Champion de France de vitesse amateurs en 1909
- Vice-Champion de France de vitesse amateurs en 1910 et 1911

- Champion de France de vitesse en 1923 et 1926
- Vice-Champion de France de vitesse en 1922 et 1926

### Grand Prix
- Grand Prix de Paris de vitesse amateurs en 1909, professionnel en 1924 et 1925
- Grand Prix d'Angers : 1924
- Grand Prix de Bordeaux : 1924
- Grand Prix de Reims 1925